# سهالة (القطن)
'

تعديل مصدري - تعديل

سهالة هي إحدى قرى عزلة القطن بمديرية القطن التابعة لمحافظة حضرموت، بلغ تعداد سكانها 204 نسمة حسب تعداد اليمن لعام 2004.